# Reciful Ernest Legouvé
Reciful Ernest Legouvé a fost descoperit în 1902 de către căpitanul navei franceze Ernest‑Legouvé. Este situat în Oceanul Pacific de Sud, la sud de Arhipelagul Tuamotu și la est de Noua Zeelandă. În apropiere a mai fost semnalat și reciful Maria-Theresa.

## Dimensiuni
Reciful Ernest Legouvé măsoară aproximativ 110 metri în lungime și figurează doar pe unele hărți maritime.

## Statutul
Statutul recifului este incert. Reciful a fost consemnat în jurnalul de bord 164/1122/1902 la Paris și Organizația hidrografică internațională l-a înregistrat la 9 februarie 1902. El a fost căutat din nou în perioada 1982-1983, dar n-a mai fost găsit. Astfel de insule incerte se numesc insule fantomă.
Printr-o curioasă coincidență, Jules Verne situează insula din celebrul său roman Insula misterioasă la aproximativ aceeași coordonate cu Reciful Ernest Legouvé.